# Porius
Porius is een geslacht van spinnen uit de familie springspinnen (Salticidae).

## Soorten
De volgende soorten zijn bij het geslacht ingedeeld:
- Porius decempunctatus (Szombathy, 1915)
- Porius papuanus (Thorell, 1881)